# Липове (Довжанський район)
Ли́пове — село в Україні, у Сорокинській міській громаді Довжанського району Луганської області. З 2014 року є окупованим. Населення становить 105 осіб.

## Географія
Географічні координати: 48°24' пн. ш. 39°43' сх. д. Часовий пояс — UTC+2. Загальна площа села — 1,7 км².
Село розташоване у східній частині Донбасу за 11 км від села Білоскелювате.

## Історія
Засноване у 1865 році. Назва села походить від його розташування між липових балок.
У 1930-х утворений колгосп, де працювали тракторна бригада, кузня, будівельний цех, а також ферми з коровами та свинями.
У лютому 1943 року під час звільнення Липового від німецьких військ відбувалися жорстокі бої.
1951 року хутір Липове отримав статус села.
12 червня 2020 року, відповідно до Розпорядження Кабінету Міністрів України № 717-р «Про визначення адміністративних центрів та затвердження територій територіальних громад Луганської області», увійшло до складу Сорокинської міської громади.
17 липня 2020 року, в результаті адміністративно-територіальної реформи та ліквідації  Сорокинського району, увійшло до складу новоутвореного Довжанського району.

## Населення
За даними перепису 2001 року населення села становило 105 осіб, з них 72,38% зазначили рідною мову українську, а 27,62% — російську.

## Пам'ятки
- Братська могила радянських воїнів (на в`їзді до села).